# Ar'ara
Ar'ara (en árabe: عرعرة, hebreo: עַרְעָרָה; lit. "Árbol del enebro") es una ciudad árabe en la región de Uadi Ara en el norte de Israel. Está ubicado al sur de Umm al-Fahm, justo al noroeste de la Línea Verde y es parte del Triángulo. En 2017 la población era de 24.528.

## Historia
Se han encontrado fragmentos de cerámica de la época persa.
Se han excavado complejos funerarios de la época romana de Ar'ara, que revelan lámparas de arcilla y vasijas y cuentas de vidrio, que se utilizaron comúnmente en los siglos I a IV. Se han encontrado tumbas con nichos cortados en roca y cerámicas de la época bizantina.
En el período de los cruzados, el lugar era conocido como "Castellum Arearum". En la asignación de tierras realizada por el sultán Baybars en 663 H. (1265-1266 C.E.), Ar'ara fue compartida entre sus amires Ala 'al-Din y Sayf al-Din Bayhaq al-Baghdadi.
También se han encontrado algunos fragmentos de arcilla del período mameluco en el mismo lugar que los restos romanos.

### Época otomana
Ar'ara, al igual que el resto de Palestina, se incorporó al Imperio Otomano en 1517, y en 1596, Ar'ara apareció en los registros de impuestos otomanos en la Nahiyade Sa'ra de los Liwade Lajjun. Tenía una población de 8 hogares musulmanes y pagaba una tasa impositiva fija del 25% sobre productos agrícolas, que incluían trigo, cebada, cultivos de verano, aceitunas y cabras o colmenas; un total de 9,000 akçes.
En el siglo XVIII, el pueblo permaneció en el distrito administrativo de Lajjun, pero los ingresos del lugar fueron para el Mutasarrıf de Jaffa. En 1838 quedó como un pueblo en el distrito de Jenin.

A finales del siglo XIX, el sitio fue descrito como:
Un pueblo de tamaño moderado en terrenos altos, con un manantial al este, un segundo al oeste y un pozo al sur. Hay tumbas excavadas en las rocas cercanas. La población declarada por el cónsul Rogers (1859) es de 400 habitantes, la zona cultivable es de 30 feddans.
Un censo de población de alrededor de 1887 mostró que Ar'arah tenía alrededor de 600 habitantes; todos  musulmanes

### Era de Mandato británico
En el censo de Palestina de 1922 realizado por las autoridades del Mandato británico de Palestina, Ar'ara tenía una población de 735 habitantes, todos musulmanes. Este número había aumentado en el censo de 1931 a 971, todavía todos musulmanes, en 150 casas.
En las estadísticas de 1945, Ar'ara y Arah tenían una población de 2,290 musulmanes, 1,490 en Ar'ara y 800 en 'Ara, y una extensión de propiedad privada de 29,537 dunams, además de 5,802 dunams de tierra de propiedad pública. De esto, 1,724 dunams eran plantaciones y tierras de regadío, 20,560 para cereales, mientras que 33 dunams eran terrenos edificados (urbanos).

### Estado de Israel
Ar'ara fue transferida de la jurisdicción jordana a la israelí en 1949 bajo los acuerdos del armisticio de Rodas.
En 1962, la superficie se había reducido a 7,269 dunums, en parte debido a la expropiación de 8,236 dunums por el gobierno israelí en 1953–54. Un caso de expropiación a un terrateniente privado llamado Younis se convirtió en un caso de prueba ante el Tribunal Superior de Israel en 1953. El gobierno había confiscado la tierra sin notificar al propietario. En 1954, el tribunal dictaminó que la ley no requería que se notificara al propietario y no otorgaba un derecho para que el propietario impugnara la confiscación por adelantado. Este fallo y otro efectivamente terminaron con la posibilidad de que los propietarios de tierras utilizaran los tribunales para impugnar la confiscación de sus tierras. El pueblo vecino de ʿAra se fusionó con Ar'ara en 1985.

## Maqam Shaykh Khalaf
El santuario o maqam de Shaykh Khalaf fue el único edificio que fue registrado por las autoridades de antigüedades en el área del Mandato, y está ubicado en una pendiente junto al punto más alto del pueblo, ubicado en medio de extensos cementerios. El maqam es una única cámara rectangular, cubierta por una cúpula. Las dos paredes más importantes están achaflanadas hacia la cúpula. En el lado norte hay una entrada y una ventana doble colocada dentro de arcos poco profundos. También tiene un conjunto de ventanas en el lado oeste. En el interior hay tres cenotafios, ubicados de este a oeste, cerca del muro oeste.  En la pared sur se encuentra un mihrab. La fecha del edificio no se conoce, pero según A. Petersen (que inspeccionó el lugar en 1994), la arquitectura indica una fecha del siglo XVIII o principios del XIX.